# Whitney Blake
Whitney Blake est une actrice, réalisatrice et productrice américaine née le 20 février 1926 à Eagle Rock, Californie (États-Unis), décédée le 28 septembre 2002 à Edgartown (Massachusetts).

## Filmographie

### comme actrice
- 1957 : My Gun is Quick : Nancy Williams
- 1958 : Collector's Item (TV)
- 1959 : Destination Space (TV)
- 1959 : -30- : Peggy Gatlin
- 1961 : Adèle ("Hazel") (série TV) : Dorothy Baxter (1961-1965)
- 1964 : Rawhide Saison 2 Épisode 27: Le taureau de la mort (TV) : Callie Carter
- 1967 : Mannix Saison 1 Episode 10: Coffin for a clown (TV)
- 1967 : Le Virginien (TV) saison 05 épisode 25 (Les fruits de l'amertume/bitter harvest) : Mme Adams
- 1970 : The Boy Who Stole the Elephant (TV) : Helen Owens
- 1974 : The Stranger Who Looks Like Me (en) (TV) : Emma Verko
- 1974 : Strange Homecoming (TV) : Peggy Harwood
- 1975 : Returning Home (TV) : Millie Stephenson
- 1976 : Law and Order (TV) : Mary-Ellen Crowley
- 1978 : The Betsy : Elizabeth Hardeman

### comme réalisatrice
- 1987 : Reno's Kids: 87 Days + 11

### comme productrice
- 1987 : Reno's Kids: 87 Days + 11